# Marcelo Otero
Marcelo Alejandro Otero (Montevideo, 14 aprile 1971) è un allenatore di calcio, procuratore sportivo ed ex calciatore uruguaiano.

## Carriera

### Club

#### In Uruguay
Ha iniziato la carriera nella seconda serie dei campionati uruguaiani, nel Rampla Juniors. Acquistato da una delle più blasonate squadre uruguaiane, il Peñarol Montevideo, in tre stagioni nella massima serie, si mette in mostra con 29 reti in 57 partite.

#### Vicenza

Marcelo Otero in -Inter dell'8 dicembre 1996.

Marcelo Otero in Atalanta- del 3 dicembre 1995.

Nell'estate 1995 viene acquistato dal Vicenza, assieme al connazionale Gustavo Méndez, e nella stagione 1995-1996, al suo primo anno in Italia si distingue subito come attaccante d'area, segnando 12 reti in 30 presenze e diventando uno dei beniamini della tifoseria vicentina.
Nell'annata 1996-1997, alla seconda stagione con la maglia biancorossa segna 13 reti in 23 presenze, di cui 4 nella prima partita di campionato nella trasferta contro la Fiorentina dell'8 settembre 1996. In questa stagione l'allenatore berico Francesco Guidolin inizia a farlo giocare da esterno destro, sfruttando la sua velocità e il gioco di sponda del centravanti Roberto Murgita. Nella Coppa Italia 1996-1997, disputa 5 partite su 9, giocando le due semifinali e la finale di andata, conquistando anch'egli il trofeo. Durante la finale di andata al San Paolo contro il Napoli dell'8 maggio 1997, un infortunio lo costringe a non disputare più le restanti partite della stagione 1996-1997, obbligandolo a saltare l'importante sfida della finale di ritorno al Menti contro i partenopei del 29 maggio 1997.
La sua terza stagione con il Vicenza, in serie A, si apre con il grave infortunio rimediato alla prima giornata contro la Sampdoria, che lo tiene lontano dai campi due mesi e mezzo, con la squadra berica impegnata nel doppio fronte della Coppa delle Coppe. Nonostante questo segna un gol in due presenze, in Europa, e altri 2 gol in 15 presenze in campionato, dove però si rompe il feeling con l'allenatore Guidolin, che spesso gli preferisce Luiso come unica punta.
Alla sua quarta stagione biancorossa, nonostante il buon contributo di 10 gol in 28 presenze, l'annata del Vicenza si chiude con un'amara retrocessione.

#### Siviglia
Trasferitosi nella Liga spagnola, al Siviglia, vive tormentate stagioni, concludendo l'esperienza in Europa nel 2001.

#### Il ritorno in Sudamerica
Ritorna quindi in Sudamerica dove gioca nella Primera División Argentina nel Club Atlético Colón. Nel 2003 gioca l'ultima stagione della sua carriera nel Centro Atlético Fénix.

### Nazionale
Con la sua nazionale, con cui ha debuttato il 19 ottobre 1994 contro il Perù, colleziona 24 presenze e 10 gol, facendo la sua ultima apparizione il 15 agosto 2000.
Nel 1995 è titolare della Nazionale di calcio uruguaiana, vincitrice della Copa América 1995 contro il Brasile, dove si mette nuovamente in mostra con 3 reti, tutte nei momenti decisivi delle partite, nei quarti di finale e nella semifinale contro la Colombia.

## Statistiche

### Cronologia presenze e reti in nazionale
| Cronologia completa delle presenze e delle reti in nazionale ― Uruguay | Cronologia completa delle presenze e delle reti in nazionale ― Uruguay | Cronologia completa delle presenze e delle reti in nazionale ― Uruguay | Cronologia completa delle presenze e delle reti in nazionale ― Uruguay | Cronologia completa delle presenze e delle reti in nazionale ― Uruguay | Cronologia completa delle presenze e delle reti in nazionale ― Uruguay | Cronologia completa delle presenze e delle reti in nazionale ― Uruguay | Cronologia completa delle presenze e delle reti in nazionale ― Uruguay |
| Data                                                                   | Città                                                                  | In casa                                                                | Risultato                                                              | Ospiti                                                                 | Competizione                                                           | Reti                                                                   | Note                                                                   |
| ---------------------------------------------------------------------- | ---------------------------------------------------------------------- | ---------------------------------------------------------------------- | ---------------------------------------------------------------------- | ---------------------------------------------------------------------- | ---------------------------------------------------------------------- | ---------------------------------------------------------------------- | ---------------------------------------------------------------------- |
| 19-10-1994                                                             | Lima                                                                   | Perù                                                                   | 0 – 1                                                                  | Uruguay                                                                | Parra del Riego Cup                                                    | -                                                                      |                                                                        |
| 18-1-1995                                                              | La Coruña                                                              | Spagna                                                                 | 2 – 2                                                                  | Uruguay                                                                | Amichevole                                                             | -                                                                      |                                                                        |
| 22-3-1995                                                              | Medellín                                                               | Colombia                                                               | 2 – 1                                                                  | Uruguay                                                                | Amichevole                                                             | -                                                                      |                                                                        |
| 25-3-1995                                                              | Dallas                                                                 | Stati Uniti                                                            | 2 – 2                                                                  | Uruguay                                                                | Amichevole                                                             | 1                                                                      |                                                                        |
| 31-3-1995                                                              | Belgrado                                                               | Jugoslavia                                                             | 1 – 0                                                                  | Uruguay                                                                | Amichevole                                                             | -                                                                      |                                                                        |
| 5-4-1995                                                               | Montevideo                                                             | Uruguay                                                                | 1 – 0                                                                  | Perù                                                                   | El Inca Cup                                                            | -                                                                      |                                                                        |
| 25-6-1995                                                              | Paysandú                                                               | Uruguay                                                                | 7 – 0                                                                  | Nuova Zelanda                                                          | Amichevole                                                             | -                                                                      |                                                                        |
| 5-7-1995                                                               | Montevideo                                                             | Uruguay                                                                | 4 – 1                                                                  | Venezuela                                                              | Coppa America 1995 - 1º turno                                          | 1                                                                      |                                                                        |
| 9-7-1995                                                               | Montevideo                                                             | Uruguay                                                                | 1 – 0                                                                  | Paraguay                                                               | Coppa America 1995 - 1º turno                                          | -                                                                      |                                                                        |
| 13-7-1995                                                              | Montevideo                                                             | Uruguay                                                                | 1 – 1                                                                  | Messico                                                                | Coppa America 1995 - 1º turno                                          | -                                                                      |                                                                        |
| 16-7-1995                                                              | Montevideo                                                             | Uruguay                                                                | 2 – 1                                                                  | Bolivia                                                                | Coppa America 1995 - Quarti di finale                                  | 1                                                                      |                                                                        |
| 19-7-1995                                                              | Montevideo                                                             | Uruguay                                                                | 2 – 0                                                                  | Colombia                                                               | Coppa America 1995 - Semifinale                                        | 1                                                                      |                                                                        |
| 23-7-1995                                                              | Montevideo                                                             | Uruguay                                                                | 1 – 1 dts (5 – 3 dtr)                                                  | Brasile                                                                | Coppa America 1995 - Finale                                            | -                                                                      | [ 10 ]                                                                 |
| 20-9-1995                                                              | Gerusalemme                                                            | Israele                                                                | 3 – 1                                                                  | Uruguay                                                                | Amichevole                                                             | 1                                                                      |                                                                        |
| 24-4-1996                                                              | Caracas                                                                | Venezuela                                                              | 0 – 2                                                                  | Uruguay                                                                | Qual. Mondiali 1998                                                    | 1                                                                      | [ 11 ]                                                                 |
| 2-6-1996                                                               | Montevideo                                                             | Uruguay                                                                | 0 – 2                                                                  | Paraguay                                                               | Qual. Mondiali 1998                                                    | -                                                                      |                                                                        |
| 8-10-1996                                                              | Montevideo                                                             | Uruguay                                                                | 1 – 0                                                                  | Bolivia                                                                | Qual. Mondiali 1998                                                    | -                                                                      |                                                                        |
| 12-11-1996                                                             | Santiago del Cile                                                      | Cile                                                                   | 1 – 0                                                                  | Uruguay                                                                | Qual. Mondiali 1998                                                    | -                                                                      |                                                                        |
| 15-12-1996                                                             | Montevideo                                                             | Uruguay                                                                | 2 – 0                                                                  | Perù                                                                   | Qual. Mondiali 1998                                                    | -                                                                      |                                                                        |
| 2-4-1997                                                               | Montevideo                                                             | Uruguay                                                                | 3 – 1                                                                  | Venezuela                                                              | Qual. Mondiali 1998                                                    | 1                                                                      |                                                                        |
| 30-4-1997                                                              | Asunción                                                               | Paraguay                                                               | 3 – 1                                                                  | Uruguay                                                                | Qual. Mondiali 1998                                                    | -                                                                      |                                                                        |
| 20-8-1997                                                              | Montevideo                                                             | Uruguay                                                                | 1 – 0                                                                  | Cile                                                                   | Qual. Mondiali 1998                                                    | 1                                                                      |                                                                        |
| 18-8-1999                                                              | Montevideo                                                             | Uruguay                                                                | 5 – 4                                                                  | Costa Rica                                                             | Amichevole                                                             | 2                                                                      |                                                                        |
| 8-9-1999                                                               | Montevideo                                                             | Uruguay                                                                | 2 – 0                                                                  | Venezuela                                                              | Amichevole                                                             | -                                                                      |                                                                        |
| 17-11-1999                                                             | Maldonado                                                              | Uruguay                                                                | 0 – 1                                                                  | Paraguay                                                               | Amichevole                                                             | -                                                                      |                                                                        |
| 15-8-2000                                                              | Bogotà                                                                 | Colombia                                                               | 1 – 0                                                                  | Uruguay                                                                | Qual. Mondiali 2002                                                    | -                                                                      |                                                                        |
| Totale                                                                 |                                                                        | Presenze                                                               | 26                                                                     |                                                                        | Reti                                                                   | 10                                                                     |                                                                        |

## Palmarès

### Club

#### Competizioni nazionali
- Campionato uruguaiano: 3

Peñarol: 1993, 1994, 1995
- Coppa Italia: 1

Vicenza: 1996-1997

### Nazionale
- Coppa America: 1

Uruguay 1995